# White Dwarf
White Dwarf — журнал, издаваемый британской компанией-производителем настольных игр Games Workshop. Издается начиная с 1977 года. Вначале был посвящён разнообразным ролевым играм, позднее сосредоточил внимание на настольных стратегических играх, издаваемых Games Workshop — Warhammer 40,000, Warhammer Fantasy Battles и варгейме Властелин Колец.

## Примечание о переводе
В кругах любителей настольной игры Warhammer распространён перевод названия — «Белый Гном».